# Fayd'herbe de Maudave
Louis Laurent de Féderbe, Comte de Modave ou Fayd'herbe de Maudave est un militaire né le 25 juin 1725 au château du Fayet à Barraux, dans le département de l'Isère, et décédé le 22 décembre 1777 à Masulipatam  (Inde). Il est le fils de Jean Charles Nicolas Féderbe, Comte de Modave (ou Maudave) et de Marie Thérèse Maniquet du Fayet, issus d'anciennes familles nobles dauphinoises.

## Biographie
Fayd'herbe est un homme cultivé et aventurier, amoureux des lettres, "spécialiste" des Indes Orientales qui a su ouvrir les milieux intellectuels aux problèmes de la colonisation. Aide de camp du Prince de Conti, il est blessé plusieurs fois. Fayd'herbe commence l'apprentissage militaire à un âge relativement précoce, ce qui lui vaux de participer à presque toutes les campagnes de 1743 à 1748. Il participe à une opération militaire victorieuse à Minorque. L'armée, ayant quitté Toulon le 10 avril, s'empare du Fort-Saint-Philippe le 28 juin et est de retour en juillet 1756. Fayd'herbe reçoit la croix de l'Ordre de Saint-Louis.  
En 1757, alors qu'il est l'aide de camp du comte de Lally-Tollendal, il part pour l'Inde. L'année suivante, il épouse, à Karikal, Marie Nicole Porcher des Oulches, fille du gouverneur. La Compagnie des Indes le rappelle alors en France et lui octroie le gouvernement de Karikal. En 1760, il présente l'Ezourvedam (en) à Voltaire. 
Cela lui apporte une énorme fortune qu'il investit en achetant des terres à l'île de France (Maurice).
En 1768, il est nommé par Louis XV Commandant pour le roi en l'île de Madagascar. Il débarqua à Fort Dauphin dans l'espoir d'y fonder une colonie.
Il est rappelé en France fin 1770 à la suite des difficultés rencontrées dans son entreprise de développement de la colonie et à la suite de rapports dénonçant son échec.
Pendant les deux années passées loin de l'île de France, ses propriétés ont été abandonnées et ont perdu une grande partie de leur valeur.
Il écrit un mémoire sur son séjour à Madagascar, texte déposé aux archives nationales d'outre-mer à Aix en Provence. 
La traduction française des Comentarios de la guerra de España, e historia de su rey Phelipe V de Vincent Bacallar, intitulée Mémoires pour servir à l'histoire d'Espagne, sous le règne de Philippe V (Amsterdam [Paris], 1756), lui est attribuée.
Sa soif d'aventure le renvoie en  Inde où il tente sans succès de se mettre au service de René Madec, un marin honoré du titre de nabab. Il rencontre le mercenaire Walter Reinhardt Sombre à Agra en 1775. Il meurt misérablement à Masulipatam le 22 décembre 1777.
Une de ses filles, Louise Marie Victoire Henriette, épouse Justin Bonaventure Morard de Galles le 22 décembre 1783 à Port Louis (île Maurice).